# CVC Capital Partners
CVC Capital Partners es una entidad de capital riesgo (private equity) británica cuyas sedes principales se encuentran en Londres y la ciudad de Luxemburgo. Desde 1981 CVC ha realizado más de 250 inversiones de capital riesgo en un amplio rango de países y sectores. CVC administra activos por 75,000 millones de dólares.
CVC se fundó en 1981 y hoy tiene una red de oficinas en Europa, Asia y Estados Unidos. 

## Historia

### Fundación
El banco norteamericano, Citicorp, estableció una filial en 1968 para centrar todas sus inversiones en capital riesgo. Hacia finales de los setenta y principios de los ochenta, Citicorp Venture Capital (Citicorp capital riesgo), en aquel momento dirigida por William T. Comfort, continuó invirtiendo en empresas en una fase temprana de desarrollo de su negocio pero también se expandió al negocio emergente de las compras con gran apalancamiento. CVC Capital Partners se fundó en 1981 como filial europea de Citicorp capital riesgo.  
La mayoría de los directores de Citicorp capital riesgo Europa, en ese periodo, entre los que se encontraban John Botts, Otto van der Wyck, Jon Moulton y Frank Neale, abandonaron la empresa a finales de los 80. Botts lo dejó en 1987 para fundar su propio banco de inversión, Botts & Company. Moulton dejó el banco, en 1985, para fundar Schroder Ventures (el predecesor de Permira). El año siguiente, van der Wyck dejó la entidad para cofundar la empresa Private equity europea BC Partners y actualmente es presidente de AlpInvest y consejero en Coller Capital. Neale también se fue para incorporarse a Phildrew Ventures, que posteriormente se transformaría en UBS Capital y más tarde en IRRfc.

### Spinout De Citicorp y el 1990s
A comienzos de los 90, Michael Smith, que se había incorporado a Citicorp en 1982, dirigía Citicorp capital riesgo Europa junto con otros directivos como Steven Koltes, Hardy McLain, Donald Mackenzie, Iain Parham y Rolly van Rappard. En 1993, Smith y los profesionales de inversión seniors de Citicorp capital riesgo negociaron su escisión de Citibank para formar una empresa de private equity independiente, CVC capital riesgo, con sedes en Londres, París y Fráncfort. En 2006, la filial norteamericana de Citigroup capital riesgo también se segregó del banco para formar una nueva empresa, Court Square Capital Partners.  
Tras la escisión, CVC creó su primer fondo de inversión con 300 millones de dólares, provenientes de Citicorp, inversores privados e inversores institucionales. En su nueva etapa independiente, CVC completó su transición de inversiones de capital riesgo a compras con gran apalancamiento e inversiones en negocios maduros. CVC continuaría con su segundo fondo de inversión en 1996, el primero plenamente independiente de Citibank, con 840 millones de dólares en capital comprometido.

### Desde 2000
En 2000, CVC era ya una de las más grandes empresas de private equity de Europa. En 2001, CVC completó su captación de recursos para su tercer fondo de inversión, que fue en su momento el fondo de private equity más grande creado en Europa, frente a los fondos creados por las otras empresas principales como Apax Partners and BC Partners y BC Partners. También, al mismo tiempo, CVC se expandió a Asia con un fondo de 750 millones de dólares de centrado exclusivamente en inversiones en empresas asiáticas.
En 2007, CVC se expandió a Estados Unidos, abriendo una oficina en Nueva York, al mando de Christopher Stadler y supervisada por Rolly van Rappard.

## Fondos de Inversión[5]
| Fondo                                       | Año  | Región      | Tamaño (millones de $) |
| CVC European Equity Partners I              | 1996 | Europe      | $840                   |
| CVC European Equity Partners II             | 1998 | Europe      | $3,333                 |
| CVC Asia Fund I                             | 2000 | Asia        | $750                   |
| CVC European Equity Partners III            | 2001 | Europe      | $3,970                 |
| CVC European Equity Partners IV             | 2005 | Europe      | € 6,000                |
| CVC Capital Partners Asia Pacific II        | 2005 | Asia        | $1,975                 |
| CVC European Equity Partners IV Tandem Fund | 2006 | Europe      | € 4,123                |
| CVC European Equity Partners V              | 2008 | Europe      | € 10,750               |
| CVC Capital Partners Asia Pacific III       | 2008 | Asia        | $4,119                 |
| CVC Capital Partners Asia Pacific IV        | 2014 | Asia        | $3,495                 |
| CVC European Equity Partners VI             | 2014 | Global      | $10,907                |
| CVC Growth Partners                         | 2015 | US & Europe | $1,000                 |
| CVC European Equity Partners VII            | 2017 | Global      | $18,000                |
| CVC Growth Partners II                      | 2019 | US & Europe | $1,800                 |

## Inversiones

### Europa y Estados Unidos
La cartera de inversiones actual de CVC en el mercado de EE. UU. y europeo incluye:
- Avast: empresa de seguridad informática;
- Breitling SA: relojero suizo de lujo;
- Deoleo: empresa de alimentación originaria de España centrada en el aceite de oliva;
- Cortefiel: grupo español fabricación y distribución textil;
- Formula One Management
- Samsonite: fabricante de maletas;
- Merlin Entertainments: operador de parques temáticos conjuntamente controlado con KIRKBI/Blackstone Group
- LaLiga, con una participación del 10% en una sociedad a la que La Liga aporta todos sus negocios, filiales y joint ventures;
- R: una compañía de cable española con sede en Galicia;
- Neolith: compañía multinacional española fabricante y distribuidora de Piedra Sinterizada de gran formato;
- Pilot Flying J: es la cadena más grande de Estados Unidos de centros de transportes (copropiedad con Pilot Corporation);
- Automobile Association: el principal proveedor de auxilio en carretera del Reino Unido;
- Seat Pagine Gialle: el negocio de directorios principal en Italia;
- Leslie's Poolmart: el detallista de suministros de piscina más grande de Estados Unidos;
- BPost: el operador de servicios postal belga;
- Univar: la compañía de distribución química más grande en los EE. UU. y Europa;
- C1000: cadena holandesa de supermercados;
- Starbev: Cervecera con sede en Praga.
- Universidad Alfonso X el Sabio: Universidad Privada con sede principal en Villanueva de la Cañada (Madrid).

### Asia-Pacífico
La cartera de empresas del área Asia-Pacífico incluye:
- Zhuhai Zhongfu: embotellador de Polyethylene terephthalate de China;
- Nien Made: el fabricante de ventanas más grande del mundo, con sede en Taiwán;
- Plantation Timber Products: productor chino de fibra de madera;
- Nine Entertainment Co.: Grupo de medios de comunicación más grande de Australia;
- DCA Group: centro de diagnóstico por imagen más grande de Australia;
- Amtek: empresa de componentes metálicos de Singapur;
- GS Paper and Packing: empresa papelera más grande de Malasia;
- Skylark: cadena de restaurantes de Japón;
- Minit Asia Pacific: empresa de reparación de calzado y llaves de Japón;
- Shinwa Co.: El principal proveedor de sistemas de andamiajes de Japón;
- Matahari (department store): cadena de almacenes comerciales más grande de Indonesia;
- I-Med Network: compañía australiana más grande en radiología;
- Hong Kong Broadband Network: segundo operador de banda ancha más grande de Hong Kong, adquirido a City Telecom (Hong Kong)[8]